# Borgsjö-Haverö församling
Borgsjö-Haverö församling är en församling i Medelpads södra pastorat i Medelpads kontrakt i Härnösands stift. Församlingen ligger i Ånge kommun i Västernorrlands län (Medelpad).

## Administrativ historik
Församlingen bildades 2010 genom sammanslagning av Borgsjö och Haverö församlingar. Församlingen utgjorde till 2025 ett eget pastorat som bildades av de två församlingarna redan 2002. Den 1 januari 2025 blev församlingen en del av Medelpads södra pastorat.

## Kyrkor
- Alby kyrka
- Borgsjö kyrka
- Haverö kyrka
- Ånge kyrka